# 1904年夏季奥林匹克运动会高尔夫比赛

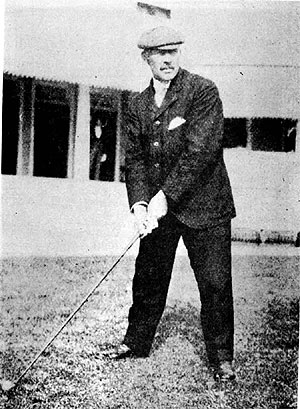
1904年夏季奧運高爾夫比賽冠軍由喬治·里昂勝出。

在1904年夏季奧林匹克運動會中舉行兩個高爾夫球比賽項目 - 男子個人和團體賽，比賽日期於1904年9月17日至1904年9月24日進行，這是該項運動在奧運會上的第二次亮相，下一次出現奧運會上等到112年後的2016年夏季奧運會。男子個人賽改為採用比洞赛，而不是四年前使用的比杆赛。

## 賽制
共有兩個高爾夫比賽項目，第一項是由高爾夫協會參賽的團隊賽，由十位業餘高爾夫選手進行36洞的擊球比賽，所有成績計入團隊總分。接著是個人賽，由前36洞擊球排位賽中名列前32的球手進行比賽，每場比賽均進行36洞的比賽。

## 參賽國家
賽事共有來自兩個國家的77名參賽運動員參加。
- 加拿大（3）
- 美国（74）

## 奖牌获得者
| 項目            | 金牌 | 银牌 | 铜牌 |
| 個人賽 （詳細） | 喬治·里昂（加拿大） | 錢德勒·伊根（美国） | 伯特·麥金尼（美国） · 弗朗西斯·牛頓（美国） |
| 團體賽 （詳細） | 美国（USA） · 西部高爾夫協會 愛德華·康明斯 · 肯尼思·愛德華茲 · 錢德勒·伊根 · 沃爾特·伊根 · 羅伯特·亨特 · 納撒尼爾·摩爾 · 梅森·菲爾普斯 · 丹尼爾·索耶 · 克萊門特·斯穆特 · 沃倫·伍德 | 美国（USA） · 跨密西西比州高爾夫協會 約翰·卡迪 · 阿爾伯特·邦德·蘭伯特 · 約翰·麥斯威爾 · 伯特·麥金尼 · 拉爾夫·麥基特里克 · 弗朗西斯·牛頓 · 亨利·波特 · 弗雷德里克·森普爾 · 斯圖爾特·斯蒂克尼 · 威廉·斯蒂克尼 | 美国（USA） · 美國高爾夫協會 道格拉斯·卡德沃拉德 · 杰西·卡尔顿 · 哈罗德·弗雷泽 · 阿瑟·哈斯塞 · 奥鲁斯·琼斯 · 艾伦·拉德 · 乔治·奥利弗 · 西门·普赖斯 · 约翰·拉姆 · 哈罗德·韦伯 |

1. ↑  根據國際奧委會獎牌得主資料庫，美國隊獲得銅牌與資料庫中所有其他隊伍一樣，這支隊伍只被列為「美國III隊」（金牌和銀牌隊伍分別為I隊和II隊）。然而與其他兩支隊伍不同的是，銅牌隊伍中沒有列出任何參與者的名字。美國高爾夫協會隊的高爾夫球手名單，以及所有三支隊伍贊助的高爾夫協會名稱，可以在其他來源中找到。

## 獎牌榜
| 排名                     | 国家 / 地区              | 金牌 | 銀牌 | 銅牌 | 总计 |
| ------------------------ | ------------------------ | ---- | ---- | ---- | ---- |
| 1                        | 美国                     | 1    | 2    | 3    | 6    |
| 2                        | 加拿大                   | 1    | 0    | 0    | 1    |
| 总计（共2个国家 / 地区） | 总计（共2个国家 / 地区） | 2    | 2    | 3    | 7    |